# Ай-Серез (пам'ятка природи)
Ай-Серез — комплексна пам'ятка природи місцевого значення, розташована неподалік від села Лісне Феодосійського району, АР Крим. Створена відповідно до Постанови ВР АРК № 634 від 22 вересня 1969 року.

## Загальні відомості
Землекористувачем є ДП «Судацьке лісомисливське господарство», Морське лісництво, квартал 19, вид. 22, 23, 25, 26, 76, 44; квартал 23, від. 16, площа 5 га. Розташована на захід від села Лісне.
Пам'ятка природа створена з метою охорони і збереження в природному стані цінної в науковому, естетичному відношенні ділянки гірського лісу.